# Freienwil
Freienwil is een gemeente en plaats in het Zwitserse kanton Aargau en maakt deel uit van het district Baden. Freienwil telt 968 inwoners.

## Geboren
- Lydia Benz-Burger (1919-2008), telefoniste, redactrice, politica en feministe